# Albany (Oregon)
Albany – miasto w Stanach Zjednoczonych, w północno-wschodniej części stanu Oregon, w hrabstwie Linn. Ludność — 50 158 mieszkańców (2010), co oznacza, iż jest jedenastym pod względem ilości mieszkańców miastem stanu Oregon.